# Lilaea (planta)
Lilaea es un género monotípico perteneciente a la familia Juncaginaceae. Su única especie: Lilaea scilloides (Poir.) Hauman, es originaria de América. El género fue descrito por Aimé Bonpland y publicado en  Plantae Aequinoctiales 1: 221 en el año 1808. 

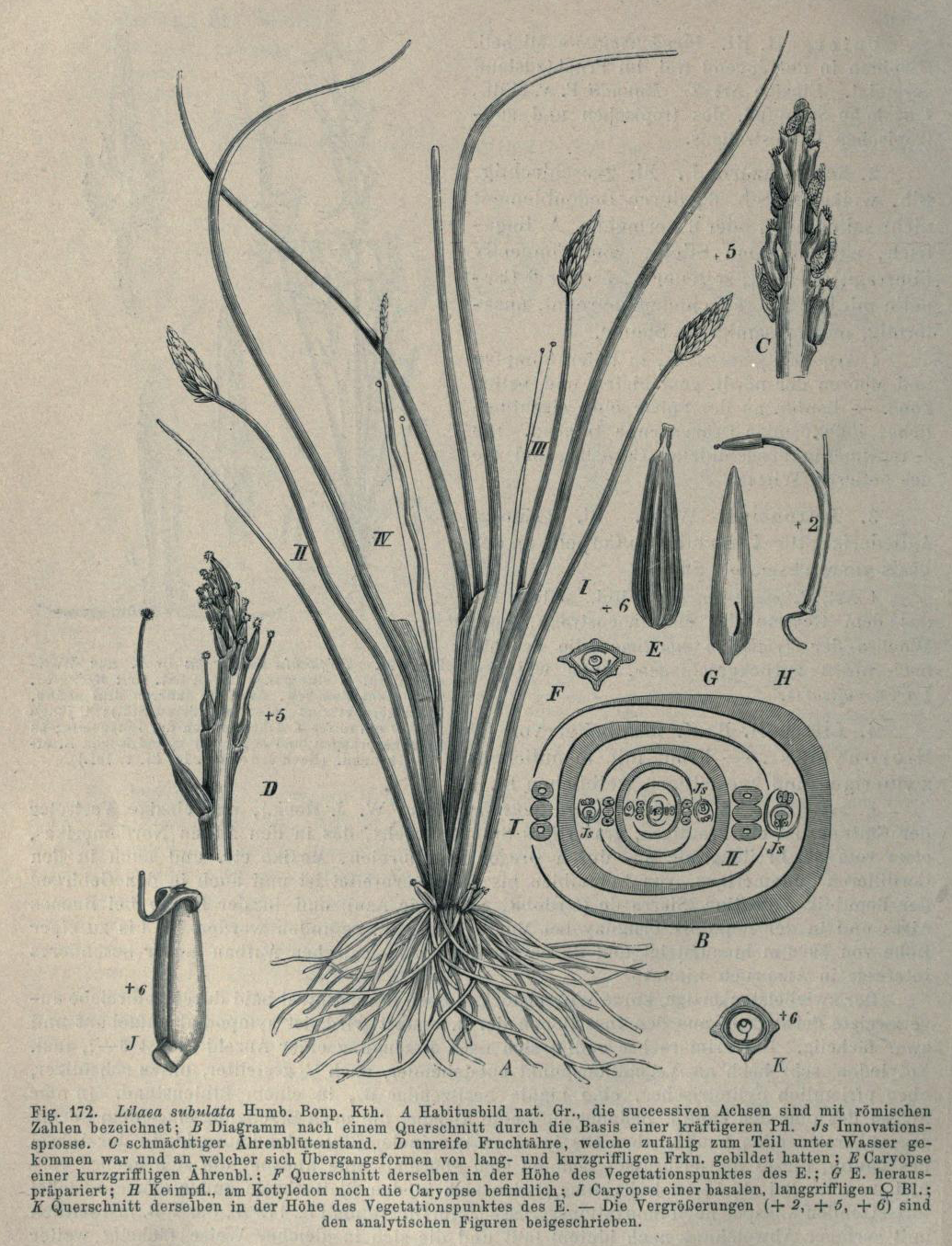
Ilustración

## Descripción
Son plantas herbáceas caducifolias. Las raíces sin tubérculos terminales. Los rizomas delgados y cortos. Las hojas son erectas, cilíndricas, con tejido aerénquima. Las inflorescencias sésiles o no; en forma de racimos o con flores solitarias;  más cortas que las hojas. Flores bisexuales y unisexuales. El fruto es una núcula.

## Distribución y hábitat
Se encuentra en los humedales costeros, arrozales, charcas, etc.; a una altitud de 0-30 metros. Oriunda de las montañas americanas de la zona del Pacífico, desde Columbia Británica hasta Chile y Argentina; introducida en Australia y en la península ibérica.

## Taxonomía
Lilaea scilloides fue descrita por (Poir.) Hauman  y publicado en Publicaciones, Instituto de Investigaciones Sobre Recursos Bióticos 10: 26. 1925.
Sinonimia
- Anthericum scilloides (Poir.) Schult. & Schult.f.
- Heterostylus gramineus Hook.
- Lilaea scilloides var. batucoanus Gunckel
- Lilaea subulata Humb. & Bonpl.
- Lilaea superba Rojas
- Liliago scilloides (Poir.) C.Presl
- Phalangium scilloides Poir. basónimo[3]